# Elaeocarpus integripetalus
Elaeocarpus integripetalus är en tvåhjärtbladig växtart som beskrevs av Friedrich Anton Wilhelm Miquel. Elaeocarpus integripetalus ingår i släktet Elaeocarpus och familjen Elaeocarpaceae. Inga underarter finns listade i Catalogue of Life.